# Партија центра (Финска)
Партија центра или Центар у Финској (фин. Suomen Keskusta, Kesk.; швед. Centern i Finland, C) је центристичка политичка партија у Финској.
До 2011. је представљала једну од три најјаче странке у земљи, уз социјалдемократе (СДП) и Партију националне коалиције. Тренутно Партија центра има 35 од 200 места у Финском парламенту.
На челу јој је Мари Кивиниеми, која је 22. јуна 2010. као постала премијер Финске сменивши Матија Ванханена.
Финска Партија центра је позната по својој масовности, те представља матичну организацију Финска омладина центра, Финске жене центра, Финске студенте центра и још неколико мањих организација.
Партија центра темељ своје потпоре проналази у мањим и руралним срединама, где често држи већину у локалним скупштинама. Једна од темеља њеног програма је инсистирање на децентрализацији.

## Списак председника странке
- Ото Кархи 1906-1909
- Кијости Калио 1909-1917
- Филип Саласти 1918
- Сантери Алкио 1918
- Петер Вилхелм Хеикинен 1919-1940
- Виљами Калиокоски 1941-1945
- Виено Јоханес Сукселаинен 1946-1964
- Јоханес Виролаинен 1965-1980 — премијер, председник Парламента
- Пааво Ваиринен 1980-1990 — министар спољних послова, члан Европског парламента
- Еско Ахо 1990-2000, 2001-2002 — премијер 1991—1995
- Анели Јатенмаки 2000-2001, 2002-2003 — председник Парламента, премијер 2003
- Мати Ванханен 2003-2010 премијер
- Мари Кивиниеми 2010-2012
- Јуха Сипила 2012-2019
- Katri Kulmuni 2019-2020
- Annika Saarikko 2020-данас